# Kaspar Schwärzler
Kaspar Schwärzler (* 24. November 1880 in Egg, Vorarlberg; † 20. Juli 1966 ebenda) war ein österreichischer Politiker (CS, ÖVP) und Landwirt. Schwärzler war von 1932 bis 1938 und von 1945 bis 1959 Abgeordneter zum Vorarlberger Landtag.

## Leben und Wirken
Kaspar Schwärzler wurde am 24. November 1880 als Sohn des Bauern Alexander Schwärzler und seiner Frau Maria Anna in der Bregenzerwäldergemeinde Egg geboren. Von 1886 bis 1894 besuchte Schwärzler in seiner Heimatgemeinde die Volksschule, ehe er im Alter von 14 Jahren im Sommer als Alpknecht und im Winter als Arbeiter auf dem Hof seines Vaters arbeitete. Im Jahr 1898, also im Alter von 18 Jahren, begann er sich als Handsticker und Bauernknecht zu verdingen. Am 13. Oktober 1919 heiratete er in der Pfarrkirche St. Nikolaus in seiner Heimatgemeinde Angelika Geser, mit der er in den folgenden Jahren zwei Söhne bekam.
Im Jahr 1924 wurde Kaspar Schwärzler sowohl in die Gemeindevertretung von Egg gewählt, als auch zum beeideten Schätzer der Gemeinde ernannt. Von 1930 bis 1938 war er in weiterer Folge Gemeindevorsteher und ab 1931 auch Gemeindelegalisator. Am 22. November 1932 zog Kaspar Schwärzler erstmals für die Christlichsoziale Partei als Abgeordneter des Wahlbezirks Bregenz in den Vorarlberger Landtag ein. Am 14. November 1934, nachdem das neue Wahlgesetz im Zuge der Errichtung des austrofaschistischen Ständestaats erlassen worden war, wurde Schwärzler von Landeshauptmann Ernst Winsauer als Standesvertreter des Berufsstands Land- und Forstwirtschaft abermals zum Landtagsabgeordneten ernannt. Aller dieser Ämter wurde er mit der Machtergreifung der Nationalsozialisten im Zuge des Anschlusses Österreichs an das Deutsche Reich enthoben. 1942 wurde ihm auch die Ausübung der Tätigkeit eines Helfers in Steuersachen aufgrund von „politischer Unzuverlässigkeit“ entzogen.
Nach dem Zweiten Weltkrieg und der Befreiung Österreichs durch die Alliierten wurde Schwärzler zum Bürgermeister der Gemeinde Egg und bei der ersten freien Landtagswahl in Vorarlberg 1945 wieder zum Landtagsabgeordneten für die neu gegründete Österreichische Volkspartei gewählt. Bürgermeister blieb er bis zum Jahr 1950, Landtagsabgeordneter bis zum 28. Oktober 1959. Anschließend war er noch als Gemeindelegalisator bis 1961 und als beeideter Schätzer bis 1962 in seiner Heimatgemeinde tätig, die ihn im Jahr 1962 zum Ehrenbürger ernannte. Bereits 1951 war er mit dem Titel Ökonomierat geehrt worden und 1964 wurde ihm das Ehrenzeichen in Silber des Landes Vorarlberg verliehen.